# Улугбек (лунный кратер)
Кратер Улугбек (лат. Ulugh Beigh) — остатки крупного ударного кратера в области западного побережья Океана Бурь на видимой стороне Луны. Название присвоено в честь среднеазиатского математика, астронома Улугбека (1394—1449) и утверждено Международным астрономическим союзом в 1961 г. 

## Описание кратера

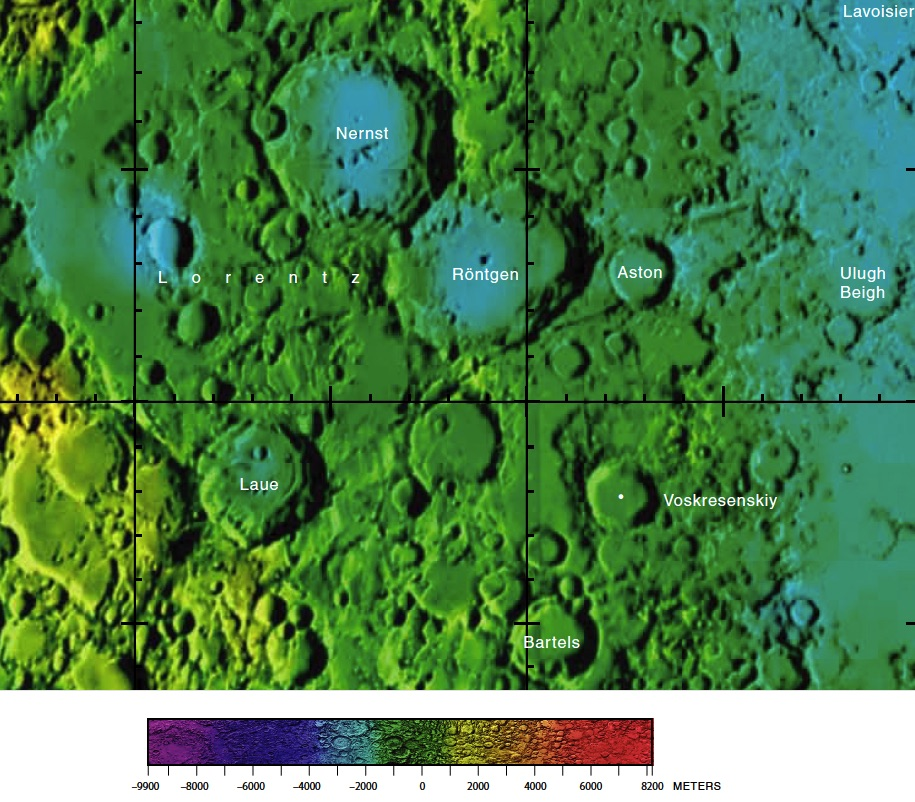
Окрестности кратера Улугбек. Фрагмент карты Луны.

Ближайшими соседями кратера являются кратер Астон на западе; кратер Лавуазье на севере; кратер Расселл на юго-востоке и кратер Воскресенский на юго-западе. Селенографические координаты центра кратера 32°40′ с. ш. 81°58′ з. д. / 32,67° с. ш. 81,96° з. д., диаметр 57,0 км, глубина 580 м.
Кратер Улугбек имеет полигональную форму и практически полностью разрушен. Остатки вала имеют многочисленные разрывы и отмечены множеством мелких кратеров, лучше всего сохранилась юго-восточная часть вала. К южной части вала примыкает сателлитный кратер Улугбек D (см. ниже), западная часть вала перекрыта небольшим кратером.  Объем кратера составляет приблизительно 2400 км³.  Дно чаши кратера почти полностью затоплено и выровнено темной базальтовой лавой и имеет низкое альбедо, соответствующее поверхности Океана Бурь. Северная и центральная часть чаши имеют более высокое альбедо. В северной части чаши расположен приметный маленький чашеобразный кратер.

## Сателлитные кратеры

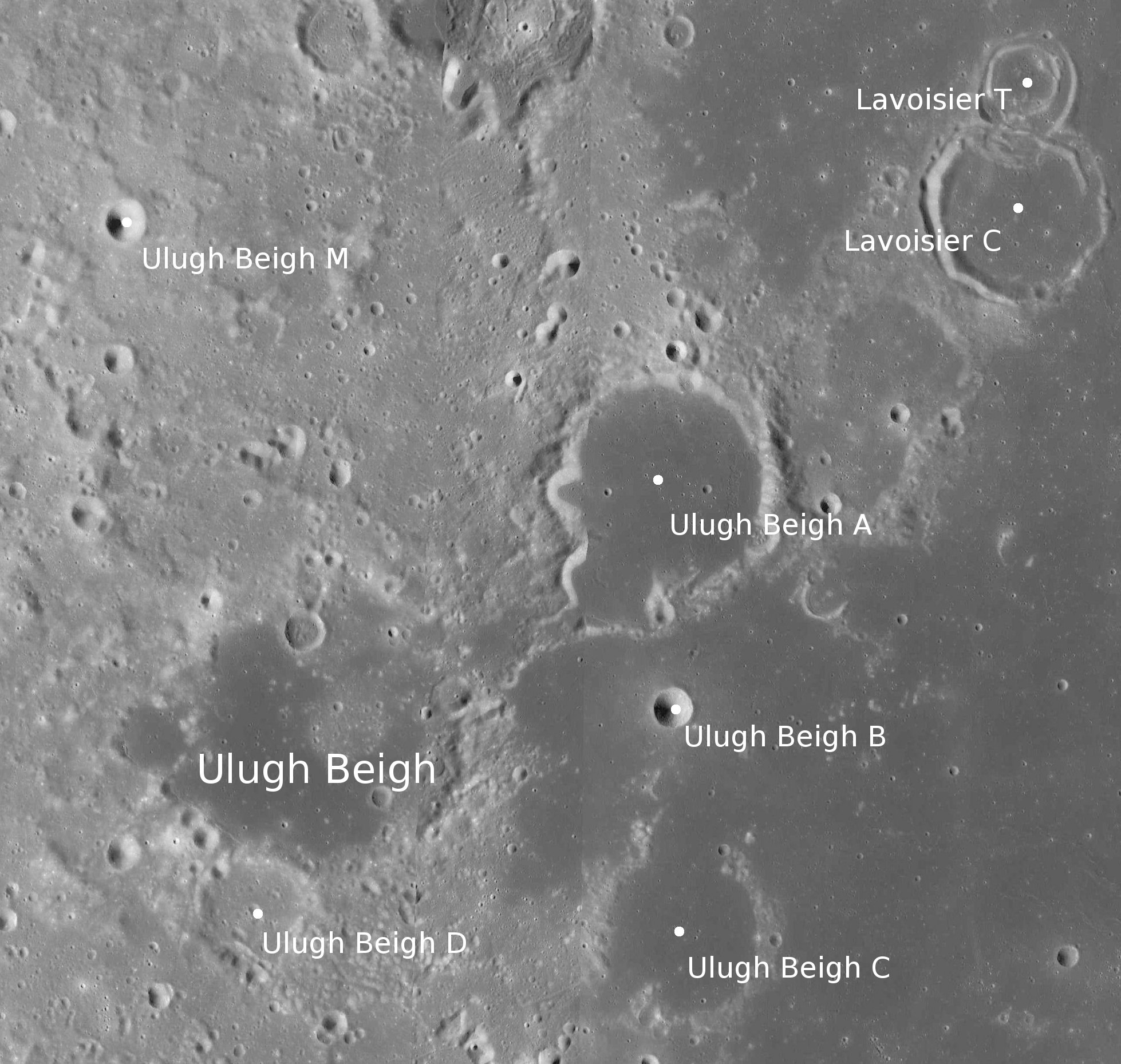
Снимок зонда Lunar Reconnaissance Orbiter.

| Улугбек | Координаты                                            | Диаметр, км |
| ------- | ----------------------------------------------------- | ----------- |
| A       | 34°08′ с. ш. 79°20′ з. д. / 34,13° с. ш. 79,34° з. д. | 41,2        |
| B       | 32°47′ с. ш. 79°18′ з. д. / 32,79° с. ш. 79,3° з. д.  | 7,6         |
| C       | 31°24′ с. ш. 79°14′ з. д. / 31,4° с. ш. 79,24° з. д.  | 33,6        |
| D       | 31°32′ с. ш. 82°31′ з. д. / 31,54° с. ш. 82,51° з. д. | 21,5        |
| M       | 35°42′ с. ш. 83°28′ з. д. / 35,7° с. ш. 83,46° з. д.  | 8,0         |